# Nina Gerhard
Nina é uma cantora de música eletrônica nascida na Alemanha. Em 1993, ela participou do projeto de Eurodance, chamado Captain Hollywood Project, fazendo vocal no refrão da música More and More, com produção de Nosie Katzmann. Ainda na mesma época, Nina participou de outro projeto de música dançante: o Intermission, no single Honesty. Também participou do projeto de música eletrônica Jam & Spoon. 
No mês de novembro de 1994, a cantora lançou-se em carreira a solo, com o sucesso The Reason is You. A canção ficou vários meses nos primeiros lugares das paradas de sucesso na Europa e no Brasil. No ano seguinte, Nina volta à cena musical com o single Until All Your Dreams Come True, fazendo outro grande sucesso. Em seguida, a cantora lançou o seu primeiro disco Dare, produzido por grandes nomes da música eletrônica européia, como Nosie Katzmann, Kim Sanders (conhecida por sucessos como Tell Me That You Want Me), Peter Gräber (que teve passagens por projetos como Culture Beat) e Doug Laurent (que atuou em remixes do grupo La Bouche).
No ano de 1996, Nina gravou In Her Shoes. A música já apresentava uma balada mais Pop-Dance, nem tanto Eurodance, como nos trabalhos anteriores. Ainda neste ano, a cantora lançou a música Can't Stop This Feeling. Também lançou nessa mesma época a música Wanna Feel So Good, com participação dos produtores do projeto E-Rotic. Em 1999, Nina lançou outros singles, com seu nome, mas sem a mesma repercussão dos projetos iniciais.

## Discografia

### Singles
| Ano  | Name                            | Posição | Posição | Posição | Posição | Posição | Posição | Interprete                | Álbum             |
| Ano  | Name                            | AL      | AU      | SU      | RU      | ES      | BE      | Interprete                | Álbum             |
| ---- | ------------------------------- | ------- | ------- | ------- | ------- | ------- | ------- | ------------------------- | ----------------- |
| 1992 | More and More                   | 1       | 3       | 3       | 23      | ?       | ?       | Captain Hollywood Project | Love is not sex   |
| 1993 | Only with you                   | 4       | 5       | 5       | 61      | ?       | ?       | Captain Hollywood Project | Love is not sex   |
| 1994 | Honesty                         | ?       | ?       | ?       | ?       | ?       | ?       | Intermission              | Piece Of My Heart |
| 1994 | The Reason Is You               | ?       | ?       | ?       | ?       | 1       | 1       | Nina                      | Dare!             |
| 1995 | Until All Your Dreams Come True | ?       | ?       | ?       | ?       | ?       | 17      | Nina                      | Dare!             |
| 1996 | In Her Shoes                    | ?       | ?       | ?       | ?       | ?       | ?       | Nina                      | Dare!             |
| 1996 | Can't Stop This Feeling         | ?       | ?       | ?       | ?       | ?       | ?       | Nina                      | ?                 |
| 1997 | Wanna Feel So good              | ?       | ?       | ?       | ?       | ?       | ?       | Nina                      | ?                 |

Can´t Stop this feeling esteve no primeiro lugar nas tabelas das rádios japonesas.

### Álbuns
| Ano  | Nome  | Posição | Posição | Posição | Interprete |
| Ano  | Nome  | DE      | AT      | CH      | Interprete |
| ---- | ----- | ------- | ------- | ------- | ---------- |
| 1995 | Dare! | ?       | ?       | ?       | Nina       |